# Pinheiro Machado (kommun)
Pinheiro Machado är en kommun i Brasilien.   Den ligger i delstaten Rio Grande do Sul, i den södra delen av landet, 1 800 km söder om huvudstaden Brasília. Antalet invånare är 12 787.
Följande samhällen finns i Pinheiro Machado:
- Pinheiro Machado

Trakten runt Pinheiro Machado består i huvudsak av gräsmarker. Runt Pinheiro Machado är det glesbefolkat, med 18 invånare per kvadratkilometer.